# دانشگاه دولتی بوریات

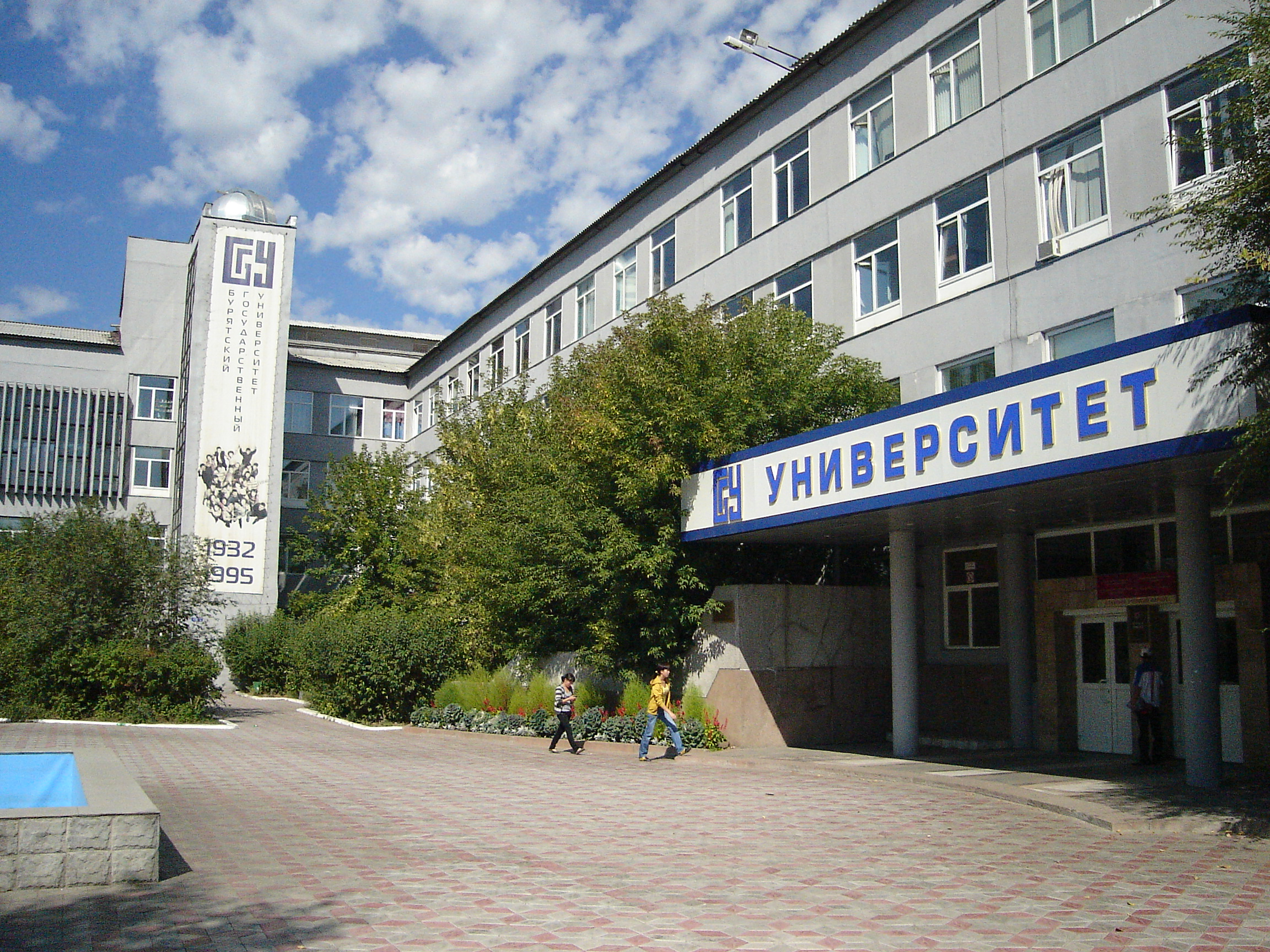

دانشگاه دولتی بوریات (روسی: Бурятский государственный университет) یکی از مراکز آموزشی و علمی پیشرو سیبری و خاور دور روسیه، واقع در شهر اولان اوده، جمهوری بوریات، روسیه است. دروس این دانشگاه به زبان روسی و بوریات تدریس می‌شود. این دانشکده در سال ۱۹۳۲ به عنوان دانشکده تربیت معلم دولتی بوریات تأسیس شد و در سال ۱۹۹۵ تبدیل به دانشگاه شد. این دانشگاه یکی از اعضای دانشگاه شمالگان است.